# Charlot a teatro
Charlot a teatro (A Night in the Show), è un cortometraggio interpretato e diretto da Charlie Chaplin; fu proiettato la prima volta il 20 novembre 1915; è basato su un atto della commedia Mummingbirds in cui recitava con la troupe di Fred Karno.

## Trama
Nella sala gremita di un teatro di vaudeville la maschera fa accomodare l'elegante, nonché ubriaco, viveur al posto fissatogli all'altro capo della fila a cui arriverà, naturalmente, scomodando tutti gli spettatori già seduti. Ma il suo posto viene rettificato e si riproduce così la situazione precedente in senso opposto.

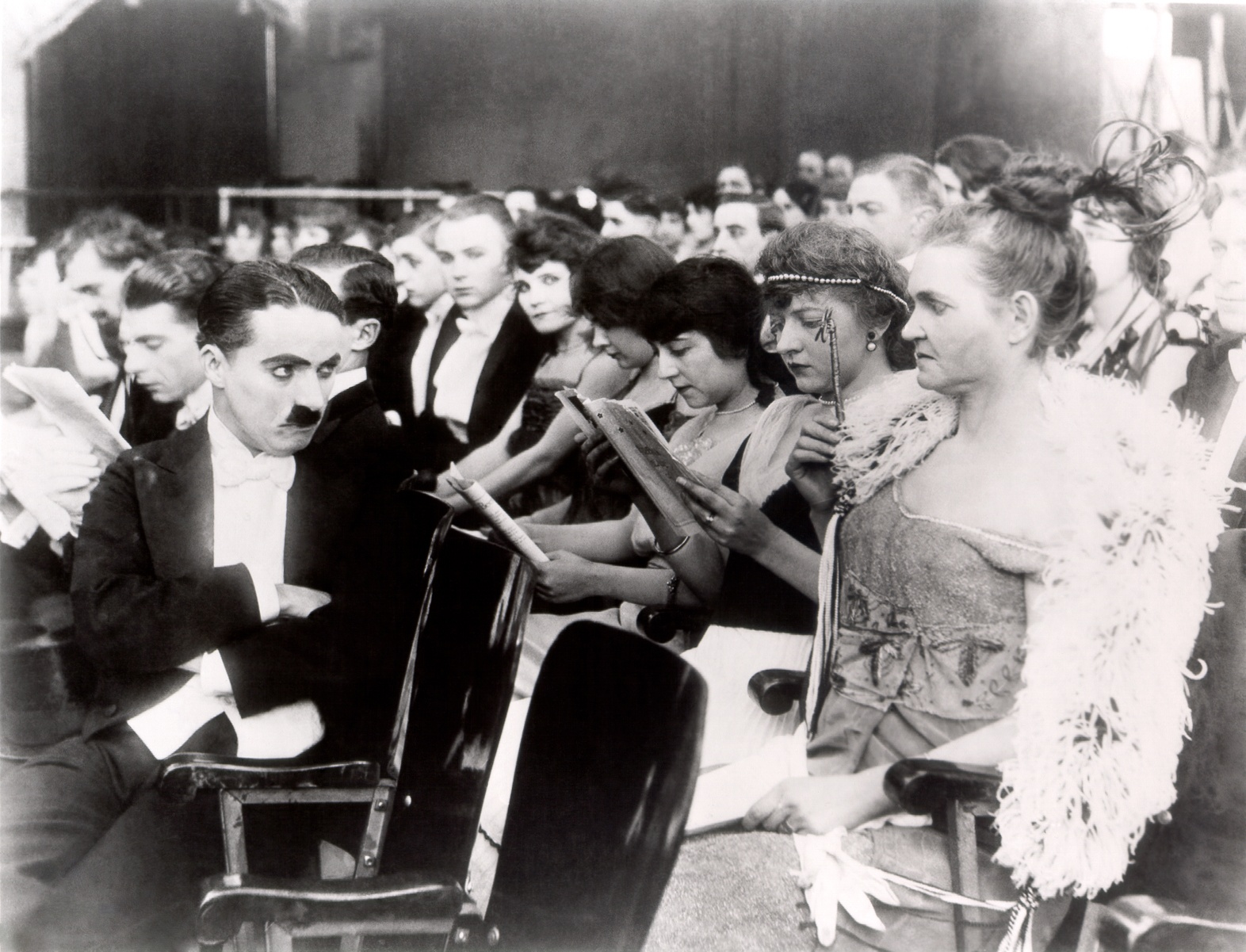
Chaplin nella parte del nobile

Accorgendosi che si è seduto vicino a una bruttissima signora, scappa precipitosamente cadendo più volte addosso agli altri spettatori, facendo anche andare via diversi di questi, infastiditi dai suoi andirivieni. Il viveur viene poi fatto accomodare nella prima fila, adiacente alla buca dell'orchestra, dove ha modo di fare la conoscenza del colorito campionario degli orchestrali: un suonatore di tuba piccolo, grasso e calvo sulla cui testa si accenderà una sigaretta; un clarinettista nevrotico; un suonatore di trombone scosso da un irrefrenabile tremolio che trasmetterà al viveur dopo che questi l'ha fissato per qualche secondo e per finire il direttore d'orchestra, cieco come una talpa, che darà l'attacco rivolto verso il pubblico invece che verso gli orchestrali. Nell'enfasi del gesto colpirà il viveur che replicherà fulmineamente facendo capitombolare lui e tutti gli orchestrali.
Nuova sistemazione per il viveur a fianco di una bella signora: saranno entrambi innaffiati di birra da un popolano ubriaco in galleria (sempre Chaplin), a stento trattenuto dall'intenzione di tuffarsi in platea. Il viveur si siede allora a fianco di un'elegante e giovane signora alla quale arditamente proverà a stringere la manina, salvo scoprirla di dimensioni e fattezze esagerate, dato che appartiene al marito che nel frattempo l'ha raggiunta. Alla fine viene fatto rovinosamente accomodare nel palco prospiciente il palcoscenico dove distrugge con nonchalance, in sequenza, il cappello di uno spettatore già seduto, quello del vicino, dopo essersi spostato di un posto alle rimostranze del primo e infine quello di una grassona surrealmente ornato di piume di struzzo che gli impediscono la visione. Finirà egli stesso importunato da un bambinotto grasso e dispettoso con una scorta di torte al seguito, una delle quali servirà poi al viveur, salito in palcoscenico tra gli applausi del pubblico, per spiaccicarla sulla faccia di un cantante lirico, la cui pietosa esibizione reclamava una meritata punizione. Le esibizioni proseguono con la sensuale danza del ventre di un'odalisca più grassa che alta, alla quale seguirà un'incantatrice di serpenti che si lascerà sfuggire i rettili per il teatro. Alcuni di essi finiranno dentro la tuba dell'orchestrale e in grembo al viveur, tanto eccitato dallo spettacolo da essersi appisolato.
Un poco credibile mago, nonché mangiatore di fuoco, provocherà la sconclusionata reazione del popolano in galleria che, brandita una lancia antincendio, si premura di spegnere i fuochi in palcoscenico, allargando poi il bersaglio agli scalcinati artisti, al viveur e a tutto il pubblico, inondando d'acqua l'intero teatro.

## Produzione
Il film fu prodotto dalla Essanay Film Manufacturing Company.

## Distribuzione
Distribuito dalla General Film Company, il film - un cortometraggio di una bobina - uscì nelle sale cinematografiche USA il 20 novembre 1915.